# Eugenio Allievi
Eugenio Allievi (Milano, 15 settembre 1899 – ...) è stato un calciatore italiano, di ruolo difensore.

## Carriera
Cresce calcisticamente nella Libertas di Milano, poi passa al Milan, squadra con la cui maglia disputa 9 gare nel campionato di Prima Divisione 1922-1923.
In seguito milita due stagioni nel Fanfulla.